# Waldisa Rússio
Waldisa Rússio Camargo Guarnieri (São Paulo, 5 de setembro de 1935 - São Paulo, 11 de junho de 1990) foi uma advogada, professora e museóloga brasileira, reconhecida como uma das personalidades mais influentes no desenvolvimento do pensamento teórico da museologia e de sua consolidação como campo disciplinar no Brasil.
Ela trabalhou a partir de 1957 como funcionária pública estadual exercendo funções diversas e participando no âmbito de reformas administrativas, ao mesmo tempo contribuindo para consolidar o ensino de museologia e a regulamentação da profissão no país. Membro do Comitê Internacional de Museologia (ICOFOM), a partir do início dos anos 1980, ela contribuiu ativamente com as reflexões sobre o campo científico da museologia, publicando diversos textos sobre o assunto.

## Biografia

### Primeiros anos e formação
Waldisa Rússio Camargo Guarnieri nasceu no dia 5 de setembro de 1935, na cidade de São Paulo, capital do estado de São Paulo.
No ano de 1959, formou-se no curso de Direito oferecido Faculdade de Direito do Largo de São Francisco (FDUSP) instituição vinculada a Universidade de São Paulo (USP). A partir de então, passou a se envolver com a gestão de questões culturais do Estado, o que resultou em sua relação com a vida dos museus a partir da década de 1970. Dedicada aos conhecimentos de âmbito cultural e relacionados aos museus, Rússio introduziu essas problemáticas no meio acadêmico ao fazer mestrado em 1977, e doutorado em 1980, na Escola Pós-Graduada da Fundação Escola de Sociologia e Política de São Paulo (FESPSP).

### Carreira
É a partir de sua experiência como Assistente Técnica para a área da Cultura do Governo do Estado de São Paulo e do levantamento de tais questões na academia, que ela começa a delinear a sua contribuição à formação profissional em Museologia. Ela coordenou, entre as décadas de 1960 e 1970, diversos projetos para a implantação de museus estaduais no país.
Motivada pelas recomendações do Conselho Internacional de Museus (ICOM) das décadas de 1960 e 1970, que previam a formação de profissionais específicos – os “museólogos” – em todos os níveis, Waldisa Rússio criou o primeiro Curso de Museologia do estado na FESPSP, no ano de 1978, dando preferência ao nível de pós-graduação. Na mesma instituição de ensino, contribui para a formatação do Instituto de Museologia de São Paulo, no ano de 1985.
Vinculado à Escola Pós-graduada de Ciências Sociais da FESPSP, o curso de especialização em Museologia era beneficiado com sua estrutura e forma pedagógicas. Como outra característica, tinha a interdisciplinaridade como método. Ao justificar a existência de tal curso, Waldisa Rússio afirma que, considerando o fato de que o estudo dos museus e da museologia exige um caráter interdisciplinar, só parece “viável e exequível em nível pós-graduado quando os estudantes já possuem domínio de uma disciplina, na qual estão ‘formados”. Com o tempo, a proposta da museóloga era a de desenvolver o mestrado em Museologia a partir do curso de especialização.
No entanto, com seu falecimento em 1990, o curso perduraria somente até 1992, sem a concretização efetiva do mestrado na área. Graças a uma reformulação da estrutura interna da FESPSP, que passaria a se organizar em institutos, abordagens interdisciplinares não foram mais priorizadas, relegando a museologia defendida por Rússio Guarnieri ao segundo plano. Waldisa Rússio também conduziu o Grupo Técnico de Museus da Secretaria de Estado da Cultura de São Paulo (1976). Contribuiu na elaboração de projetos museológicos como, por exemplo, o do Museu da Indústria (década de 1980) e o da Estação Ciência (1986-1988). Além disso, estabeleceu diversas contribuições ao Comitê Brasileiro do Conselho Internacional de Museus, ICOM-Brasil, onde ingressou em 1977, e ao Comitê Internacional de Museologia do ICOM, criado nesse mesmo ano. Waldisa foi membro ativo do ICOFOM, se tornando a primeira brasileira a publicar textos teóricos sobre Museologia reconhecidos internacionalmente no âmbito desse comitê.
Alguns meses antes de sua morte, Waldisa Rússio esteve na organização, em conjunto com o Instituto de Museologia de São Paulo, do "I Seminário Latino-Americano de Museologia" realizado em 1990, no Memorial da América Latina, na cidade de São Paulo. A programação do evento evidencia uma preocupação particular da museóloga com os problemas culturais e patrimoniais, e a inserção da formação profissional nesse contexto, tópico este que já constituía um dos seus interesses de investigação.

## Morte
Rússio teve uma morte prematura em 11 de junho de 1990, na cidade de São Paulo aos 54 anos.

## Pontos de vista sobre a museologia
O "fato museal" ou “fato museológico”
Waldisa Rússio, bem como Tereza Scheiner, integraram um grupo de pensadores do ICOFOM que possibilitaram que a Museologia internacional fosse atualmente pensada como uma ciência social, ou uma ciência social aplicada. Na teoria que produziu no seio do ICOFOM, Rússio formulou a noção de "fato museológico" ou “fato museal”, sua mais conhecida e representativa conceituação derivada do fato social pensado por Durkheim e Mauss no âmbito da Sociologia, que é entendida como a relação do homem e os objetos de sua realidade e que seria, para ela, o verdadeiro objeto de estudo da museologia científica.
Para criar tal síntese sobre o caráter científico da Museologia, ela baseou-se no pensamento de E. Durkheim, notadamente, na obra “As regras do método sociológico”, a qual o autor defende uma visão de “fato social” que pode ser compreendido como todas as práticas do grupo ou da sociedade que são tomadas coletivamente,de modo que“[...] só existe fato social onde exista uma organização definida. O autor determina que para analisar e compreender tal fato social:  “[...] É preciso afastar sistematicamente todas as prenoções”, logo, o papel do sociólogo é o reinterpretar os fatos de maneira totalmente imparcial."
Para Rússio:
“O objeto da museologia é o fato museal ou o fato museológico. O fato museológico é a relação profunda entre o homem, sujeito conhecedor, e o objeto, parte da realidade à qual o homem pertence igualmente e sobre a qual ele tem o poder de agir. Essa relação comporta diversos níveis de consciência e o homem pode apreender o objeto por meio dos seus sentidos: visão, audição, tato, etc.”
Sistematizando:
1.	O homem, um projeto inacabado, em constante evolução, um ser no mundo, dotado de sensibilidade e de razão, de memória e de imaginação, capaz de agir e criar;
2.	O objeto, contingente, existindo "aqui e agora", num contexto espaço-temporal, documento e testemunho de uma realidade suscetível de ser percebida[...];
3.	O enclave museu um processo fazendo-se num continuum, dentro da realidade do homem e do social[...]
Segundo o esquema tríptico proposto por Hugues de Varine, que permeou de forma marcante o pensamento museológico ao longo dos anos 1980, podemos apresentar a seguinte relação com a perspectiva desenvolvida por Rússio:
FATO MUSEAL=                                                         HOMEM       / OBJETO   / CENÁRIO
```
                                                                                            ↓               ↓                  ↓                                                                   
```

Museu tradicional    =                                                     público  +  coleção  +  edifício
Novo museu   =                                                           população + patrimônio + território
Tal conceituação ressalta uma abordagem que interpreta os objetos como testemunhos de processos sociais – ou seja, inseridos em um determinado contexto. Assim, o conceito de fato museal propõe o contrário do que acontecia até então no campo dos museus, onde consideravam-se tais objetos de uma forma isolada, sem uma preocupação com seu contexto histórico ou com os resultados de sua ação.
"Interdisciplinaridade"
Para Rússio, a interdisciplinaridade firma o campo museológico auxiliando-o para que de fato seja compreendido como científico. Segundo a autora, "Esse fato evidencia que a razão e a prática museológicas, orientadas para um processo de interdependência, reciprocidade [...] permitem que a pesquisa científica, a formação e o exercício profissional sejam um sistema", explicando em seguida a alteração em cada instância: museu, ciência museológica, nível profissional.
O museu se configura basicamente pelo homem e pela vida, o que permite ao processo museológico e ao seu método que sejam substancialmente interdisciplinares, já que o estudo do homem, da natureza e da vida, possui especificidades de conhecimentos diversos.
Segundo Rússio:
“A interdisciplinaridade deve ser o método de pesquisa e de ação da museologia e, portanto, o método de trabalho nos museus e cursos de formação de museólogos e funcionários de museus”
"Museologia”e “Museografia"
A discussão desenvolvida por Waldisa Rússio acerca das noções de “museologia” e “museografia” partem de reflexões de pensadores do campo, como Zýbnek Z. Stranský. Em suas proposições acerca do tema, ele explica que a museologia desempenha uma relação específica com trabalhos práticos; no entanto ao se aproximar mais de um caráter científico, consequentemente termina por se afastar dos mesmos. Porém, em oposição a essa ideia, quanto mais próxima da ciência, mais próxima também da prática, ainda que no âmbito da interpretação teórica.
Nessa perspectiva, a Museologia é a teoria que provém da prática e que se alimenta da própria prática. Como sintetiza Rússio:
"A Museologia é a ciência do Museu e das suas relações com a sociedade; é, também, a ciência que estuda a relação entre o homem e o objeto, ou o artefato tendo o museu como cenário desse relacionamento. Ciência em construção, a Museologia vai se libertando da mera observação e descrição de fenômenos, para considerar o fato museológico, desde a sistematização do objeto exposto dentro de uma semântica que o torna inteligível em si e dentro de um contexto, passando pela relação “Homem-Objeto” e chegando à mais profunda reflexão sobre o relacionamento “Museu-Homem-Sociedade.”
"Profissão: Museólogo"
Na perspectiva científica na qual Rússio se baseava, o museólogo é um profissional que necessita conhecer o objeto-testemunho, ou seja, deve identificá-lo, classificá-lo e documentá-lo; precisa conhecer o homem, aquele que cria e recebe a mensagem emitida pelo objeto; conhecer a natureza da relação, seja afetiva, racional ou cognitiva; além de conhecer o cenário em que se passa a relação.
Utilizando a interdisciplinaridade como método científico e base, ela adapta tal conceito para o campo profissional:
"O museólogo é, pois, um técnico, na medida em que exerce seu trabalho cotidiano, aplicando conhecimentos científicos extremamente diversificados e complexos. Qualquer que seja a sua especialização, o técnico de museu deve ter, hoje, noções que vão das Ciências da Conservação até as Ciências da Comunicação, passando por um sólido embasamento antropossocial. Isso significa que ele deve reunir funções de Curador, de Conservador e de Museólogo propriamente dito."
Nessa profissão, o museólogo está exposto às influências do cotidiano, e deve estar atento ao fato de que a museologia "não permite neutralidade exatamente por assumir um compromisso com a vida". Isso significa, para Rússio, que esse profissional deverá realizar escolhas "entre as forças que preservam a vida e abrem perspectivas para o futuro e aquelas que por saudosismo ou interesse, tentam fazer retroceder a história".
Com essas novas perspectivas, Rússio e grupos de profissionais de outras regiões brasileiras auxiliaram e influenciaram na regulamentação da profissão do museólogo, que levou à criação da Lei 7.287, de 18 de dezembro de 1984.

## Influências
Waldisa Rússio foi fortemente influenciada pelo pensamento de sociólogos como Émile Durkheim e Marcel Mauss na criação do conceito de "fato museal", o que se evidencia por citações, diretas ou não, em seus textos.
Sua obra em museologia também foi marcada pelas influências de Zbynek Stránský e Anna Gregorová no processo de identificação da museologia como campo científico e profissional, bem como na definição de seu objeto de estudo. Ademais, Rússio teve suas ideias disseminadas no mundo graças às iniciativas do museólogo tcheco Vinos Sofka, que atuou como propagador da museologia mundial através do ICOFOM.

## Autores influenciados
O pensamento "russiano" é uma referência na museologia latina, para todos aqueles que defendem o caráter científico da museologia. Em seus primeiros anos de atuação como teórica, Rússio foi responsável por levar Tereza Scheiner a se afiliar ao ICOFOM, e de certo modo a colocou em contato com os pensadores desse comitê. No contexto da museologia brasileira, atualmente, pode-se apontar como seguidores do seu pensamento, principalmente, os pensadores do meio acadêmico que têm em vista a perspectiva da Sociomuseologia, dentre os quais figuram Maria Cristina Bruno, Manuelina Duarte Cândido e Marcelo Mattos Araújo.

## Obras
- RÚSSIO GUARNIERI, Waldisa. Quem são e o que são os museólogos? (s.d.). In: BRUNO, Maria Cristina Oliveira (Org.). Waldisa Rússio Camargo Guarnieri: textos e contextos de uma trajetória profissional. V.1. São Paulo: Pinacoteca do Estado; Secretaria de Estado de Cultura; Comitê Brasileiro do Conselho Internacional de Museus, 2010.
- RÚSSIO GUARNIERI, Waldisa. A interdisciplinaridade em Museologia (1981). In: BRUNO, Maria Cristina Oliveira (Org.). WaldisaRússio Camargo Guarnieri: textos e contextos de uma trajetória profissional. V.1. São Paulo: Pinacoteca do Estado; Secretaria de Estado de Cultura; Comitê Brasileiro do Conselho Internacional de Museus, 2010.
- RÚSSIO GUARNIERI, Waldisa. Sistema da Museologia (1983). In: BRUNO, Maria Cristina Oliveira (Org.). Waldisa Rússio Camargo Guarnieri: textos e contextos de uma trajetória profissional. V.1. São Paulo: Pinacoteca do Estado; Secretaria de Estado de Cultura; Comitê Brasileiro do Conselho Internacional de Museus, 2010.
- RUSSIO, Waldisa. Museu, um aspecto das organizações culturais num país em desenvolvimento. São Paulo: FESP, 1977. (Dissertação de Mestrado).
- RUSSIO, Waldisa. Um Museu de Indústria para São Paulo. Tese (Doutorado) - Fesp/SP. São Paulo,1980.

#### Textos publicados no ICOFOM Study Series
- RUSSIO GUARNIERI, W.  Critères de sélection des objets de musée.  ISS 6, 1984, p. 51–59.
- RUSSIO GUARNIERI, W.  La muséologie et la formation : une seule méthode.  ISS 5, 1983, p. 32–39.
- RUSSIO GUARNIERI, W.  Muséologie et futurologie : esquisse d’idées.  ISS 16, 1989, p. 219–226.
- RUSSIO, W.  Interdisciplinarity in museology.  MuWoP 2, 1981, p. 56–57.
- RUSSIO, W.  L’interdisciplinarité en muséologie.  MuWoP 2, 1981, p. 58–59.
- RUSSIO, W.  Methodology of museology and professional training.  ISS 1, 1983, p. 114–125.
- GUARNIERI, W.R.  La muséologie et l’identité.  ISS 10, 1986, p. 245–255.